# اوجی‌ال‌ای-تی‌آر-۱۸۲
اوجی‌ال‌ای-تی‌آر-۱۸۲ یک ستاره است که در صورت فلکی شاه‌تخته قرار دارد.